# تیسکو
تیسکو سومین کارخانه خودروسازی در ایران و بزرگترین کارخانه خودروسازی خصوصی ایران خواهد بود که در منطقه آزاد تجاری-صنعتی چابهار بنیان‌نهاده‌شده و بنا دارد با اعتبار ۳٬۵۰۰ میلیارد تومان که از طریق جذب سرمایه‌های ایرانی و خارجی حاصل می‌شود، در زمینی به مساحت ۴۰۰ هکتار، این کارخانه بنا شود.
در حال حاضر، غیاث‌الدین طاهری، با حکمی از طرف محمدعلی مبارکی، به عنوان نخستین مدیرعامل گروه خودروسازی تیسکو، انتخاب شده‌است.

## شرکای تجاری
بنابر اظهارات محمدعلی مبارکی، رئیس منطقه آزاد چابهار، بر طبق توافقات صورت‌گرفته با هیوندای موتور کره جنوبی، در ابتدا خودروهای این شرکت، در کارخانجات گروه تیسکو مونتاژ می‌شود و از سال ۱۳۹۷، تولید خودروهای این شرکت در ایران، آغاز می‌شود. همچنین مذاکراتی نیز چند شرکت خودروسازی چینی برای تولید خودروهای آنان در ایران، آغاز شده‌است.

## نامگذاری
نام این مجموعه تولیدی برگرفته از روستای تاریخی تیس می‌باشد که در فاصله ۴ کیلومتری فضای این کارخانه قرار دارد.